# Bachmanning
Bachmanning is een gemeente in de Oostenrijkse deelstaat Opper-Oostenrijk, gelegen in het district Wels-Land. De gemeente heeft ongeveer 600 inwoners.

## Geografie
Bachmanning heeft een oppervlakte van 7 km². De gemeente ligt in het centrum van de deelstaat Opper-Oostenrijk, vlak bij de stad Wels.
Aichkirchen · Bachmanning · Bad Wimsbach-Neydharting · Buchkirchen · Eberstalzell · Edt bei Lambach · Fischlham · Gunskirchen · Holzhausen · Krenglbach · Lambach · Marchtrenk · Neukirchen bei Lambach · Offenhausen · Pennewang · Pichl bei Wels · Sattledt · Schleißheim · Sipbachzell · Stadl-Paura · Steinerkirchen an der Traun · Steinhaus · Thalheim bei Wels · Weißkirchen an der Traun
- Gemeinsame Normdatei: 7564782-5
- Virtual International Authority File: 248312049